# Municipio de Summit (Illinois)
El municipio de Summit (en inglés: Summit Township) es un municipio ubicado en el condado de Effingham en el estado estadounidense de Illinois. En el año 2010 tenía una población de 3584 habitantes y una densidad poblacional de 40,06 personas por km².

## Geografía
El municipio de Summit se encuentra ubicado en las coordenadas 39°7′56″N 88°38′4″O / 39.13222, -88.63444. Según la Oficina del Censo de los Estados Unidos, el municipio tiene una superficie total de 89.46 km², de la cual 87.12 km² corresponden a tierra firme y (2.62%) 2.34 km² es agua.

## Demografía
Según el censo de 2010, había 3584 personas residiendo en el municipio de Summit. La densidad de población era de 40,06 hab./km². De los 3584 habitantes, el municipio de Summit estaba compuesto por el 98.02% blancos, el 0.28% eran afroamericanos, el 0.08% eran amerindios, el 0.56% eran asiáticos, el 0.03% eran isleños del Pacífico, el 0.33% eran de otras razas y el 0.7% pertenecían a dos o más razas. Del total de la población el 1.09% eran hispanos o latinos de cualquier raza.